# Dimitrios II.
Dimitrios II. († 1870) war von 1862 bis 1870 der 111. Papst von Alexandrien und Patriarch des Stuhles vom Heiligen Markus (Koptische Kirche).
Dieser Papst lebte zu der Zeit, als der türkische Sultan Abdülaziz 450 ha und Khedive Ismail 225 ha Land für die Kirche zur Verfügung stellte.